# Zelena politika
Zelena politika je politična ideologija, ki je za ustvarjanje ekološko trajnostne družbe usmerjena v varovanje okolja, socialni liberalizem in osnovno raven demokracije. Začela se je oblikovati v zahodnem svetu, leta 1970. Od takrat so se zelene stranke razvile in se uveljavile v številnih državah po svetu in dosegle kar nekaj volilnega uspeha. Politični izraz "zelen", ki izhaja iz nemškega prevoda besede "Grün", je skovala zelena stranka, ali po nemško "die Grünen", ustanovljena v poznih 70. letih dvajsetega stoletja. Izraz politična ekologija se občasno uporablja v Evropi in v akademskih krogih. Zagovorniki zelene politike, ki se imenujejo Zeleni, delijo mnoge ideje o ekologiji, ohranjanju in varovanju okolja, feminizmu ter gibanju za mir. Poleg tega, da se ukvarja z demokracijo in ekološkimi vprašanji, se zelena politika ukvarja tudi z državljansko svoboščino, s socialno pravičnostjo ter z nenasiljem in se nagiba k podpori socialnemu progresivizmu. Zelena ideologijo lahko povezujemo z različnimi drugimi ekocentričnimi političnimi ideologijami, vključno z ekosocializmom, ekoanarhizmom, ekofeminizmom in ekofašizmom. V kolikšni meri se te ideologije dejansko lahko razumejo kot oblike zelene politike, pa je že stvar razprave. 

## Zgodovina

### Vplivi
Privrženci zelene politike po navadi menijo, da so del "višjih" pogledov na svet in ne le pripadniki politične ideologije. Zelena politika črpa svojo etično držo iz različnih virov, od vrednot avtohtonega prebivalstva do etike Gandhija, Spinoze in Uexkülla. Ti ljudje so vplivali na razvoj zelene misli na osnovi svojih sposobnosti predvidevanja t. i. "sedme generacije" in v svojem zagovarjanju dolgoročne "sedme generacije" predvidevanja ter na osnovi zagovarjanja teze, da je vsak posameznik odgovoren za svojo moralno izbiro. Filozofske korenine o varovanju okolja segajo daleč nazaj v obdobje razsvetljenstva; med prvimi misleci sta bila Rousseau v Franciji in kasneje avtor in naravoslovec Thoreau v Ameriki. Organizirano varovanje okolja se je začelo v poznem 19. stoletju v Evropi in Združenih državah Amerike kot odziv na industrijsko revolucijo s poudarkom na gospodarski rasti. Začetki Zelene politike so se odvijali v obliki gibanja za ohranjanje okolja, kot je bil npr. klub Sierra Club, ustanovljen v San Franciscu leta 1892.

#### Zgodnji razvoj
Prva politična stranka, ki je bila ustvarjena na podlagi okoljskih vprašanj, je bila t. i. Združena Tasmanska skupina (United Tasmania Group), ustanovljena v Avstraliji leta 1972 za boj proti krčenju gozdov in zgraditvi jezu na jezeru Padder. Stranka se ja odločila za kandidaturo na državnih volitvah in dobila komaj tri odstotke, vendar je njihova ideja vseeno navdihnila veliko ljudi po vsem svetu, ki so nato začeli z ustanavljanjem svojih zelenih strank. Leta 1973 so tudi v Evropi ustanovili prvo Zeleno stranko. 
Nemška stranka Zelenih ni bila prva stranka Zelenih v Evropi, kjer so bili člani izvoljeni na nacionalni ravni, vendar je zaradi največje medijske pozornosti, ki je je bila deležna, ustvarila prav takšen vtis: nemški Zeleni so prvič nastopili na državnih volitvah že leta 1980. Začeli so kot začasna koalicija državljanskih skupin in sodelovali v političnih kampanjah. To je bila prva stranka, ki je v svojem imenu uporabila izraz "Green", v nemščini "Grün", in sprejela sončnico kot svoj simbol. 
Sončnica je sčasoma postala mednarodni simbol za Zeleno politiko. Leta 1983 je Nemška stranka Zelenih na zveznih volitvah osvojila 27 sedežev v nemškem parlamentu (Bundestagu).

#### Nadaljnji razvoj dogodkov
Prvi kanadski vstop v zeleno politiko je potekal v mestu Maritimes, ko je 11 neodvisnih kandidatov (vključno z enim v Montrealu in enim v Torontu) kandidiralo leta 1980 na zveznih volitvah pod oznako Majhna stranka. (Trenutna voditeljica Zelene stranke Kanade, Elizabeth May, je bila njena pobudnica in ena od kandidatov). Glavni predlog Majhne stranke, s katerim so šli na volitve, je vseboval ukinitev jedrske energije.
Leta 2004 je bil Indulis Emsis, vodja Zelene stranke in član Zveze zelenih in kmetov, za 10 mesecev izvoljen za predsednika vlade v Latviji in tako postal prvi Zeleni politik v zgodovini, ki je vodil državo. V nemški zvezni deželi Baden-Württenburg je Zelena stranka skupaj v koaliciji s Socialnimi demokrati (in hkrati vodja te koalicije), in sicer od volitev leta 2011.

## Temeljna načela
Derek Wall, ugledni britanski Zeleni zagovornik deli Zeleno politiko na štiri veje: ekologijo, socialno pravičnost, ljudsko demokracijo in nenasilje.
Leta 1984 so Zeleni odbori v Združenih državah Amerike razširili te štiri veje na deset ključnih vrednot, ki poleg štirih zgoraj omenjenih vključujejo tudi:
- decentralizacijo
- skupnost, ki temelji na ekonomiji
- post-patriarhalne vrednote (kasneje prevedeno v feminizem)* spoštovanje raznolikosti
- svetovno odgovornost
- pogled v prihodnost.

Leta 2001 se je skupina Svetovnih zelenih (Global Greens) organizirala v mednarodno Zeleno gibanje. Globalna Zelena listina opredeljuje šest vodilnih načel:
- ekološko modrost
- socialno pravičnost
- participativno demokracijo
- nenasilje
- trajnost
- spoštovanje raznolikosti.

### Ekonomija
Zelena ekonomija se osredotoča na zdravo biosfero, ki dobro vpliva na počutje človeka. Večina Zelenih ne zaupa običajnemu kapitalizmu, zato ker se ta nagiba samo h gospodarski rasti, medtem ko ignorirajo ekološko zdravje. "Celotni stroški" gospodarske rasti pogosto vključujejo škodo na biosferi, kar je v skladu z zeleno politiko nesprejemljivo. Zelena ekonomija meni, da takšna rast, kot je "negospodarna rast"- materialno povečanje, hkrati znižuje kakovost življenja.
Zato privrženci Zelene politike zagovarjajo ekonomsko politiko za varovanje okolja. Zeleni želijo, da vlade ne subvencionirajo podjetij, ki onesnažujejo naravo, zato takim subvencijam pravijo "umazane subvencije". Nekateri Zeleni politiki v to kategorijo uvrščajo avtomobile in kmetijsko dejavnost, saj lahko škodujejo zdravju ljudi. Prav nasprotno pa bi Zeleni radi uvedli "zeleni davek", ki bi spodbujal proizvajalce in potrošnike do bolj ekološko prijaznih odločitev.
Zelena ekonomija je v celoti proti globalizaciji. Gospodarska globalizacija velja za grožnjo dobremu počutju ljudi, saj bi rada naravno okolje in lokalne kulture nadomestila z enim samim gospodarstvom - s trgovino, imenovano svetovna gospodarska monokultura.
Odkar Zelena ekonomija poudarja biosferično zdravje, se poraja vprašanje izven tradicionalno levo-desnega spektra, saj različni tokovi v Zeleni politiki vključujejo ideje iz socializma in kapitalizma. Zeleni na levi se pogosto predstavljajo kot Eko-socialisti, ki združujejo ekologijo in okoljevarstvo s socializmom in z marksizmom ter krivijo kapitalistični sistem za degradacijo okolja, socialno nepravičnost, neenakost in spore. Eko-kapitalisti na drugi strani pa menijo, da je 
prosti trg z nekaterimi spremembami sposoben obravnavati ekološke probleme. To prepričanje je dokumentirano kot poslovna izkušnja Eko-kapitalistov, in je kot taka zapisana v tudi knjigi z naslovom The Gort Cloud, ki opisuje posebno vrsto zelene skupnosti, ki podpira okolju prijazna podjetja.

### Participativna demokracija
Od samega začetka je zelena politika poudarjala lokalne, osnovne ravni političnega delovanja in sprejemanja odločitev. V skladu s svojimi privrženci je bistveno, da imajo državljani neposredno vlogo pri odločitvah, ki vplivajo na njihova življenja in njihovo okolje. Zato Zeleni politiki želijo povečati vlogo deliberativne demokracije, ki temelji na neposrednem sodelovanju državljanov skozi proces deliberacije ali razprave, ki poteka v javni sferi.
Zelena politika spodbuja politično delovanje tudi na ravni posameznika, kot je etično potrošništvo ali kupovanje stvari, ki so izdelane v skladu z okoljskimi etičnimi standardi. Dejansko veliko Zelenih strank poudarja individualno in osnovno delovanje tako na lokalni kot tudi na regionalni ravni, ki poteka preko volilne politike. V preteklosti so Zelene stranke zrasle na lokalni ravni, postopoma postajale vplivnejše in se širile v regionalno ali deželno politiko, ki nato vstopa v nacionalno areno, vendar samo z dovolj močno lokalno podporo.

### Druga vprašanja
Zelena politika v celoti nasprotuje jedrski energiji in kopičenju težko razgradljivih organskih snovi in podpira upoštevanje preventivnega načela, po katerem so tehnologije
zavrnjene, razen če je dokazljivo, da ne povzročajo škode, ki bi vplivala na zdravje živih bitij in biosfere. V Nemčiji in na Švedskem so tako bili oblikovani programi, ki so začeli
zapirati vse jedrske elektrarne. 5. februarja leta 2009 pa je švedska vlada kljub temu izdala sporazum, ki je omogočal nadomestitev obstoječih reaktorjev in s tem končala politiko postopnega opuščanja jedrske energije.
6. septembra leta 2010 sta nemški Zvezni urad za okolje in minister za gospodarstvo Rainer Brüderle objavila dogovor za 12 let nadaljnega delovanja 17 jedrskih elektrarn.
V duhu nenasilja, Zelena politika nasprotuje vojni proti terorizmu ter omejitvi državljanskih pravic in podpira spodbujanje posvetovalne demokracije na vojnih območjih ter gradnjo civilne družbe, kjer bi imele večjo vlogo ženske.
Zeleni v Združenih državah Amerike pozivajo h koncu "vojne proti drogam" in "dekriminalizaciji zločinov brez žrtev", pozivajo pa tudi k odločnejšemu pregonu storilcev kaznivih dejanj, povezanih s prodajo trdih drog. 
Zelene stranke na splošno podpirajo tarife na fosilna goriva, omejevanje gensko spremenjenih organizmov ter zaščito ekoloških regij ali skupnosti. V skladu s svojo zavezo za ohranjanje raznolikosti se Zeleni pogosto zavzemajo za ohranjanje in zaščito avtohtonih skupnosti, jezikov in tradicij. Lep primer tega je zaveza Irske Zelene stranke za ohranitev irskega jezika.

## Organizacija

### Lokalna gibanja
Zelena ideologija poudarja participativno demokracijo in načelo "misli globalno, deluj lokalno". Idealna Zelena stranka, raste od spodaj navzgor, od soseske do občine do (eko-)regije na nacionalni ravni.Cilj je pravilo, ki ga soglasno določajo. Močne lokalne koalicije, se štejejo za višjo raven volilnega preboja. V Nemčiji, na primer je Zelenim prvi uspeh na zveznih volitvah prineslo nasprotovanje jedrski energiji.

### Svetovna organizacija
Obstaja vedno večja stopnja svetovnega sodelovanja med Zelenimi strankami. Vedno več je srečanj Zelenih strank iz celega sveta. Prva srečanja Zelenih so potekala 30. in 31. maja, leta 1992 v Rio de Janeiru, neposredno pred konferenco Združenih narodov o okolju in razvoju, ki potekajo tam. Več kot 200 iz 28. narodov se je udeležilo srečanja. Prvi uradni svetovni Zeleni zbor je potekal v Canberri, leta 2001, z več kot 800. udeleženci iz 72. držav. Drugi svetovni Zeleni kongres je potekal v Sao Paulu, v Braziliji, maja leta 2008, in se ga je udeležilo 75 strank iz celega sveta. Svetovna Zelena mreža sega v leto 1990. Po svetovnem srečanju Zelenih v Rio de Janeiru, je svetovni Zeleni odbor ustanovil sklep, da se vsakega svetovnega srečanja udeležita po dva predstavnika iz istega kontinenta. Leta 1993 se je svetovni pripravljalni odbor sestal v Mehiki in pooblaščenci so ustanovili Svetovno Zeleno mrežo (Global Green Network). Leta 1996 je 69 Zelenih strank iz vsega sveta podpisalo skupno izjavo, ki je nasprotovala francoskim jedrskim poskusom v južnem Pacifiku. 
Na prvem srečanju so soglasno glasovali za ustanovitev Svetovne Zelene mreže (Global Green Network). Svetovna Zelena mreža je sestavljena iz treh predstavnikov iz vsake Zelene stranke. Spremljevalna organizacija je bila ustanovljena z isto resolucijo: Svetovna Zelena koordinacija (Global Green Coordination), in je sestavljena iz treh predstavnikov iz vsakega kontinenta (iz Afrike, Evrope, Amerike, Azije / Pacifika). Razprave o načrtovanih organizacijah so potekale v več Zelenih strankah pred sejo v Canberri. Svetovna Zelena koordinacija komunicira predvsem preko elektronske pošte. 
Na svetovnih Zelenih srečanjih, so priložnosti za neformalna mreženja, na katerih lahko nastanejo nove kampanje. Na primer, kampanja za zaščito koralnega grebena Caledonian, ki je bil nominiran za naravno dediščino sveta. Drug primer je v zvezi z Ingrid Betancourt, vodjo Zelene stranke v Kolumbiji (Partido Verde Oxigeno), ki so jo ugrabili  7. marca 2002, med potovanjem v FARC-nadzorovano območje. Betancourtova je govorila na srečanju v  Canberri, zaradi česar je imela veliko prijateljev. 
Zelene stranke po vsem svetu so po ugrabitvi začele izvajati pritisk na svoje vlade. Na primer, Zelene stranke v afriških državah, v Avstriji, Kanadi, Braziliji, Peruju, Mehiki, Franciji, Škotski, Švedski in drugih državah so tako začele kampanjo, ki je pozivala k izpustitvi Betancourtove. Bob Brown, vodja avstralskih Zelenih,  je odšel v Kolumbijo, kot odposlanec iz Evropske zveze, Alain Lipietz, pa je izdal poročilo za njeno reševanje. Ingrid Betancourt, je rešila kolumbijska vojska v operaciji Jaque, leta 2008. 

#### Svetovna Zelena srečanja
Svetovna Zelena srečanja potekajo redno. Na primer, eno srečanje je potekalo ravno takrat, ko je v Johannesburgu zasedal Svetovni vrh o trajnostnem razvoju. Udeležile so se ga Zelene stranke iz: iz Avstralije, Tajvana, Koreje, Južne Afrike, Mauritiusa, Ugande, Kameruna, Cipra, Italije, Francije, Belgije, Nemčije, Finske, Švedske, Norveške, ZDA, Mehike in Čila. Na srečanju so razpravljali o razmerah v Zelenih strankah na afriški celini; slišali so poročilo Mikea Feinsteina, nekdanjega župana Santa Monice, o vzpostavitvi spletne strani Svetovne Zelene mreže (Global Green Network); obravnavali so postopke za  boljše delovanje Svetovne Zelene koordinacije (Global Green Coordination), in določili so dve temi, o katerih bi lahko Svetovni Zeleni razpravljali v bližnji prihodnosti: Irak in 2003 WTO srečanje v Cancunu.

### Zelena združenja
Člani stranke Svetovnih Zelenih, so organizirani v štiri kontinentalna združenja:
- Združenje Zelenih strank Afrike
- Združenje Zelenih strank Amerike
- Azijsko-Pacifiško Zeleno mrežo
- Evropsko združenje Zelenih strank

Evropsko združenje Zelenih strank se je preoblikovalo v Evropsko Zeleno stranko 22. februarja leta 2004, v obdobju pred volitvami v Evropski parlament junija 2004.

## Tokovi
Zeleni politiki bi običajno dejali, da takšna politika podpira zeleni anarhizem, eko-anarhizem, proti-jedrska in mirovna gibanja - čeprav to pogosto trdijo, le zato, da se jim ne bi bilo treba uskladiti s kakšno stranko. Nekateri trdijo, da podpira tudi feminizem, pacifizem in pravice živali. Spet drugi pa trdijo, da podpira politični ukrep za krepitev vloge žensk. Zeleni na levi so za eko-socializem, ideologijo, ki jo združuje ekologija, varovanje okolja, socializem in marksizem, in kritizirajo kapitalistični sistem kot vzrok za ekološko krizo, socialno izključenost in neenakost v družbi. Kljub temu stereotipu, nekateri sredinsko Zeleni sledijo bolj geo-liberalnim pogledom, ki poudarjajo naravni kapitalizem. Ekologija in kognitivna znanost sta politično zelo različni. Te razlike so po navadi vzrok za razprave o etiki, oblikovanju politike in javno reševanje teh razlik v vodstvu. Ne obstaja ena sama Zelena etika.